# Royal Rumble
Royal Rumble je wrestlingová událost, kterou každoročně živě vysílá WWE koncem ledna, a to už od roku 1988. Je pojmenována podle zápasu Royal Rumble. Po akci v roce 1988, která byla vysílána jako televizní speciál na USA Network, se Royal Rumble od roku 1989 vysílá jako PPV a od roku 2015 se vysílá živě. Je to jedna z pěti největších událostí roku, spolu s WrestleManií, SummerSlam, Survivor Series a Money in the Bank, proto jsou speciálně označované jako „Big Five“.

## Royal Rumble zápasy

### Formát zápasu
V Royal Rumble obvykle zápasí 30 wrestlerů (v roce 2018 jich bylo 50). Vyhraje ten, kdo zůstane v ringu jako poslední. Zápasníci se z ringu musí vyhazovat přes všechny provazy. Kdo je z ringu vyhozen, je i vyřazen a do ringu se již nesmí vrátit. Vítěz tohoto zápasu obvykle získá možnost vyzvat šampiona společnosti.

### Vítězové zápasů
| Event               | Šampion                 | Šampionka       | Místo konání   |
| ------------------- | ----------------------- | --------------- | -------------- |
| Royal Rumble (1988) | Jim Duggan              | ---             | Hamilton       |
| Royal Rumble (1989) | Big John Studd          | ---             | Houston        |
| Royal Rumble (1990) | Hulk Hogan              | ---             | Orlando        |
| Royal Rumble (1991) | Hulk Hogan              | ---             | Miami          |
| Royal Rumble (1992) | Ric Flair               | ---             | Albany         |
| Royal Rumble (1993) | Yokozuna                | ---             | Sacramento     |
| Royal Rumble (1994) | Lex Luger a Bret Hart   | ---             | Providence     |
| Royal Rumble (1995) | Shawn Michaels          | ---             | Tampa          |
| Royal Rumble (1996) | Shawn Michaels          | ---             | Fresno         |
| Royal Rumble (1997) | Stone Cold Steve Austin | ---             | San Antonio    |
| Royal Rumble (1998) | Stone Cold Steve Austin | ---             | San José       |
| Royal Rumble (1999) | Vince McMahon           | ---             | Anaheim        |
| Royal Rumble (2000) | The Rock                | ---             | New York City  |
| Royal Rumble (2001) | Stone Cold Steve Austin | ---             | New Orleans    |
| Royal Rumble (2002) | Triple H                | ---             | Atlanta        |
| Royal Rumble (2003) | Brock Lesnar            | ---             | Boston         |
| Royal Rumble (2004) | Chris Benoit            | ---             | Filadelfie     |
| Royal Rumble (2005) | Batista                 | ---             | Fresno         |
| Royal Rumble (2006) | Rey Mysterio            | ---             | Miami          |
| Royal Rumble (2007) | The Undertaker          | ---             | San Antonio    |
| Royal Rumble (2008) | John Cena               | ---             | New York City  |
| Royal Rumble (2009) | Randy Orton             | ---             | Detroit        |
| Royal Rumble (2010) | Edge                    | ---             | Atlanta        |
| Royal Rumble (2011) | Alberto Del Rio         | ---             | Boston         |
| Royal Rumble (2012) | Sheamus                 | ---             | St. Louis      |
| Royal Rumble (2013) | John Cena               | ---             | Phoenix        |
| Royal Rumble (2014) | Batista                 | ---             | Pittsburgh     |
| Royal Rumble (2015) | Roman Reigns            | ---             | Filadelfie     |
| Royal Rumble (2016) | Triple H                | ---             | Orlando        |
| Royal Rumble (2017) | Randy Orton             | ---             | San Antonio    |
| Royal Rumble (2018) | Šinsuke Nakamura        | Asuka           | Filadelfie     |
| Royal Rumble (2019) | Seth Rollins            | Becky Lynch     | Phoenix        |
| Royal Rumble (2020) | Drew McIntyre           | Charlotte Flair | Houston        |
| Royal Rumble (2021) | Edge                    | Bianca Belair   | St. Petersburg |
| Royal Rumble (2022) | Brock Lesnar            | Ronda Rousey    | St. Louis      |
| Royal Rumble (2023) | Cody Rhodes             | Rhea Ripley     | San Antonio    |
| Royal Rumble (2024) | Cody Rhodes             | Bayley          | St. Petersburg |

Nejvíce vítězství: Stone Cold Steve Austin (3x)
Nejdelší působení v ringu: Chris Jericho - 4:59:33
Nejkratší působení v ringu: Santino Marella - 1.9 sekundy
Nejvíce eliminací: Kane - 46